# 何美臻
何美臻（？—），原名何旻，中国女性作曲家，2005年起师从叶小纲教授。曾为电影《铁道英雄》、动画《三体》等作品配乐。

## 简介
何美臻五岁开始学习手风琴和钢琴。2005年考入中央音乐学院作曲系本科，2010年保送研究生，2013年被美国南加州大学电影配乐专业录取。曾于2015年入选ASCAP影视作曲工坊。

## 部分作品
- 2022年动画《三体》配乐
- 2022年动画短片《盘中餐》配乐
- 2022年游戏《暗夜长梦》[4]
- 2021年电影《铁道英雄》配乐
- 2020年游戏《霓虹深渊（英语：Neon Abyss）》配乐[5]
- 2020年歌曲《尘海》作曲
- 2019年电影《夏夜骑士》配乐
- 2009年国家大剧院《爱你就像爱生命》原创作品音乐会，音乐总监、作曲[1]